# مقاطعة بورنهلوم
بورنهلوم هي إحدى مقاطعات الدانمارك.
‌